# Daredevil: Born Again (1.ª temporada)
A primeira temporada da série de televisão estadunidense Daredevil: Born Again é baseada na Marvel Comics apresentando o personagem Demolidor. Continuando com os eventos da série Daredevil (2015–2018), da Marvel Television e Netflix, Born Again mostra a luta do advogado cego e ex-vigilante, Matt Murdock, por justiça colocá-lo em rota de colisão com o ex-chefe da máfia, Wilson Fisk, que é eleito prefeito de Nova York. A temporada se passa no Universo Cinematográfico Marvel (MCU), compartilhando continuidade com os filmes e séries de televisão da franquia. Foi produzida pela Marvel Studios, através de seu próprio selo Marvel Television, com Dario Scardapane como showrunner e Justin Benson e Aaron Moorhead como diretores principais.
Charlie Cox reprisa seu papel como Matt Murdock / Demolidor da série de televisão da Netflix e produções anteriores da Marvel Studios, com Vincent D'Onofrio, Margarita Levieva, Deborah Ann Woll, Elden Henson, Wilson Bethel, Zabryna Guevara, Nikki M. James, Genneya Walton, Arty Froushan, Clark Johnson, Michael Gandolfini, Ayelet Zurer, Kamar de los Reyes, Jon Bernthal, Mohan Kapur e Tony Dalton também estrelando. O desenvolvimento de uma nova série do Demolidor começou em março de 2022, com os roteiristas principais Christopher Ord e Matthew Corman dando-lhe uma estrutura episódica e um tom mais leve do que a série original. Born Again foi anunciada em julho de 2022 com uma primeira temporada planejada de 18 episódios. As filmagens começaram em março de 2023 em Nova York, com Michael Cuesta, Jeffrey Nachmanoff e David Boyd dirigindo blocos de episódios. As filmagens foram suspensas em junho devido à Greve dos roteiristas dos Estados Unidos de 2023. A Marvel Studios decidiu reformular a série no final de setembro e dispensou Corman, Ord e os diretores restantes. Scardapane, Benson e Moorhead foram contratados para retrabalhar a série, adicionando um novo piloto e dois episódios adicionais. Eles também adicionaram novo material de conexão para os episódios originais e mudaram cenas, o que introduziu elementos serializados e mais conexões com a série da Netflix. As filmagens dos nove episódios da primeira temporada foram retomadas em janeiro de 2024 e encerradas em abril. Nachmanoff e Boyd retornaram para ajudar Benson e Moorhead a misturar o material novo e antigo. Cuesta, Nachmanoff e Boyd mantiveram os créditos pelos episódios que dirigiram.
A primeira temporada estreou no Disney+ em 4 de março de 2025, e lançaram nove episódios até 15 de abril, como parte de Fase Cinco do MCU. A série recebeu avaliações geralmente positivas dos críticos, que destacaram a narrativa e as performances dos personagens — principalmente as de Cox e D'Onofrio —, mas tiveram opiniões mistas ao compará-la à série original Daredevil. Uma segunda temporada foi confirmada em agosto de 2024.

## Episódios
| N.º | Título                                                 | Dirigido por                   | Escrito por                        | Exibição original   |
| --- | ------------------------------------------------------ | ------------------------------ | ---------------------------------- | ------------------- |
| 1 | "Heaven's Half Hour" Meia Hora do Céu (BR)" (BR)       | Aaron Moorhead e Justin Benson | Dario Scardapane                   | 4 de março de 2025  |
| Matt Murdock e seus amigos sócios jurídicos, Foggy Nelson e Karen Page, comemoram a aposentadoria de seu associado do Departamento de Polícia de Nova York, Cherry. Eles são atacados por seu antigo inimigo Benjamin "Dex" Poindexter, que atira fatalmente em Foggy. Murdock, enfurecido, como o vigilante mascarado Demolidor, joga Dex de um telhado enquanto Cherry descobre sua identidade. Um ano depois, Murdock se aposentou como Demolidor e formou um novo escritório de advocacia com a ex-promotora distrital Kirsten McDuffie, Karen se mudou para São Francisco e Dex foi condenado à prisão perpétua por seus crimes. McDuffie apresenta Murdock à terapeuta Heather Glenn e eles começam a namorar. Depois de se ausentar por um tempo para se recuperar de um ataque de vigilantes, o ex-chefe da máfia, Wilson Fisk, anuncia que está concorrendo à prefeitura de Nova York com uma agenda anti-vigilantes. Murdock se encontra com Fisk e diz que o impedirá se Fisk sair da linha. Fisk diz que haverá consequências se Murdock retomar suas atividades como Demolidor. Depois de vencer a eleição, Fisk revela à sua esposa Vanessa que sabe que ela teve um caso com um homem chamado Adam enquanto ele esteve ausente. |                                                        |                                |                                    |                     |
| 2 | "Optics" Ótica (BR)" (BR)                              | Michael Cuesta                 | Matt Corman e Chris Ord            | 4 de março de 2025  |
| Matt decide representar Hector Ayala, que agrediu um policial corrupto enquanto tentava ajudar Nicky Torres, antes que o policial fosse morto acidentalmente no metrô. Com a ajuda de Cherry, Matt descobre que Hector é o vigilante Tigre Branco, que fez justiça com as próprias mãos após o desaparecimento do Demolidor. Ao tentar melhorar sua ótica nos primeiros dias de seu cargo, Fisk descobre pela sobrinha de Ben Urich, a jovem jornalista BB, que o comissário Gallo do Departamento de Polícia de Nova York (NYPD) está prestes a renunciar em protesto contra as más condições. Fisk ameaça a família de Gallo para forçá-lo a voltar ao cargo. Para lidar com as pressões da imprensa, ele e Vanessa começam a frequentar terapia de casal com Heather como terapeuta. Matt rastreia Torres e o ajuda a escapar lutando contra os policiais corruptos. |                                                        |                                |                                    |                     |
| 3 | "The Hollow of His Hand" A Palma da Sua Mão (BR)" (BR) | Michael Cuesta                 | Jill Blankenship                   | 11 de março de 2025 |
| Os antigos parceiros de negócios de Fisk aproveitam sua ausência para iniciar uma guerra de gangues por seus territórios. Vanessa envia o braço direito de Fisk, Buck Cashman, para aliviar as tensões entre as gangues, enquanto Fisk acredita que eles deveriam deixá-los matar uns aos outros. Embora Cherry consiga levar Torres ao julgamento de Hector, Torres é intimidado pela polícia e comete perjúrio ao testemunhar que nunca foi agredido. Sem outras opções, Murdock revela a identidade de Hector como o Tigre Branco em tribunal aberto, apesar de inicialmente ter resistido a isso. Com novos relatos de testemunhas e registros policiais detalhando os feitos heróicos de Hector, Murdock e Kirsten convencem com sucesso o júri a declarar Hector inocente de todas as acusações. Fisk denuncia os resultados do julgamento e promete manter sua posição contra o vigilantismo. Durante uma patrulha, Hector é assassinado por um homem que usa o emblema da caveira do Justiceiro. |                                                        |                                |                                    |                     |
| 4 | "Sic Semper Systema" Sic Semper Sistema (BR)" (BR)     | Jeffrey Nachmanoff             | David Feige e Jesse Wigutow        | 18 de março de 2025 |
| Após confirmar sua morte, Murdock promete à sobrinha de Ayala, Angela del Toro, que levará seu assassino à justiça. Na terapia de casal, Fisk e Vanessa discutem o caso dela com Adam. Depois, Heather pergunta em particular a Vanessa se ela se sente segura perto de Fisk. A tentativa de Fisk de melhorar os portos enfrenta uma série de obstáculos, incluindo procedimentos governamentais, gangues rivais e seu protegido Daniel Blake, que vazou informações confidenciais enquanto estava bêbado, levando BB a denunciar Fisk como um destruidor de sindicatos. Apesar da raiva inicial, Fisk decide não demitir Blake após testemunhar sua lealdade. Murdock investiga o local onde Ayala foi morta e encontra uma cápsula de bala com o símbolo de Castle. Ele rastreia e interroga Castle, que acredita que a informação veio de um policial, antes de criticar Murdock por não ter matado Dex e se aposentado como Demolidor. Mais tarde naquela noite, Murdock pratica com seus bastões, enquanto Fisk visita Adam, que é seu prisioneiro. Enquanto isso, um serial killer mascarado drena o sangue de uma vítima. |                                                        |                                |                                    |                     |
| 5 | "With Interest" Com Juros (BR)" (BR)                   | Jeffrey Nachmanoff             | Grainne Godfree                    | 25 de março de 2025 |
| No Dia de São Patrício, Murdock vai ao banco New York Mutual para discutir um empréstimo para seu escritório de advocacia. Seu pedido foi negado pelo gerente assistente do banco, Yusuf Khan, devido à propensão da empresa em aceitar clientes que não têm condições de pagar. Depois que Murdock sai, um grupo de criminosos liderados por Devlin entra no banco e faz todos reféns. Eles trabalham para Luca e estão tentando roubar 1,8 milhão de dólares que ele precisa pagar a Viktor. Murdock os ouve e retorna ao banco. Quando a polícia chega, Devlin conversa com a negociadora de reféns, a detetive Angie Kim. Murdock mata dois dos ladrões enquanto Yusuf ganha tempo no cofre do banco. Murdock abre o cofre e eles encontram um diamante raro que os ladrões estão procurando. Murdock finge dar o diamante para Devlin enquanto a polícia entra no banco. Devlin entrega o pacote a uma cúmplice entre os reféns, que mais tarde percebe que não tem o diamante. Devlin se disfarça de policial e vai embora, mas é pego e ferido por Murdock. Mais tarde, Murdock devolve secretamente o diamante e aceita uma oferta para jantar com a família de Yusuf. |                                                        |                                |                                    |                     |
| 6 | "Excessive Force" Força Excessiva (BR)" (BR)           | David Boyd                     | Thomas Wong                        | 25 de março de 2025 |
| Após o roubo fracassado, Luca visita Fisk e se recusa a pagar 1,8 milhão de dólares a Viktor. Fisk aumenta o valor para 2,8 milhões de dólares e dá a Luca uma semana para pagar. Ele então descobre no departamento de saneamento da cidade que Muso está usando sangue humano em sua arte de rua. Mais tarde, Muso deixa os corpos de duas vítimas ao lado de um novo mural como confirmação pública de suas ações. Fisk descobre isso durante uma arrecadação de fundos com as elites da cidade, incluindo o socialite Jack Duquesne, que é contra seus planos de reconstrução do porto. Para lidar com Muso, Fisk cria uma Força-Tarefa Anti-Vigilante (FTAV) com poderes adicionais e recruta policiais notórios como Powell e o ex-detetive Cole North. Angela acredita que Ayala estava investigando Muso antes de sua morte e pede a Murdock que continue seu trabalho. Quando Murdock se recusa, ela mesma vai e é sequestrada por Muso. Alertado sobre seu desaparecimento, Murdock finalmente decide se vestir como Demolidor. Ele encontra o covil de Muso e resgata Angela, mas Muso foge. Enquanto isso, Fisk dá um machado a Adam e o desafia para uma luta na qual Fisk o derrota e o arrasta de volta para sua cela. |                                                        |                                |                                    |                     |
| 7 | ""Art for Art's Sake"" Arte pela Arte (BR)" (BR)       | David Boyd                     | Jill Blankenship                   | 1 de abril de 2025  |
| Angela conta à polícia que foi salva pelo Demolidor e os direciona ao covil de Muso. Kim relata a Fisk, que está furioso com o retorno do Demolidor, que o principal suspeito de Muso é um jovem problemático chamado Bastian Cooper. Em uma sessão com Heather, Bastian agradece a ela por ajudá-lo a aceitar sua verdadeira identidade. Ela percebe que ele é Muso e Bastian a deixa inconsciente. Murdock e a FTAV encontram separadamente pinturas de Heather no covil de Muso e vão salvá-la. Murdock, trajado como Demolidor, chega primeiro ao escritório de Heather e a resgata. Enquanto a FTAV se prepara para entrar, Heather atira fatalmente em Muso antes de desmaiar. Murdock a estabiliza antes que a FTAV chegue. Fisk dá crédito à FTAV por deter Muso e os declara publicamente como heróis, enquanto Blake convence BB a remover as menções ao envolvimento do Demolidor no incidente de seu blog. Heather, já em recuperação, conta a Murdock que ouviu o Demolidor dizer seu nome. Enquanto isso, Luca pede que Vanessa retorne às suas atividades criminosas pelas costas de Fisk. Vanessa aparentemente envia Luca para matar Fisk, mas isso é uma armadilha e Cashman mata Luca. |                                                        |                                |                                    |                     |
| 8 | "Isle of Joy" Ilha da Alegria (BR)" (BR)               | Justin Benson e Aaron Moorhead | Jesse Wigutow e Dario Scardapane   | 8 de abril de 2025  |
| Dex é transferido do confinamento solitário para a ala comum por ordem de Fisk. Fisk também revela a Vanessa que aprisionou Adam e observa enquanto ela o mata; promove Blake a vice-prefeito de Comunicações; e convida Heather para seu evento de arrecadação de fundos, o Baile Preto & Branco. Murdock percebe que Fisk é paciente de Heather, o que deixa o relacionamento ainda mais tenso enquanto ele contesta as opiniões antivigilância dela. No bar de Josie, Murdock descobre que Foggy estava comemorando uma vitória judicial iminente na noite em que morreu. Acreditando que Fisk contratou Dex para silenciar Foggy, Murdock interroga Dex e o fere. Mais tarde, Dex mata seu médico e um guarda antes de escapar da prisão. No baile, Fisk chantageia Duquesne — o vigilante espadachim — e outros socialites para apoiar seu projeto portuário. BB, que sabe do envolvimento de Fisk no assassinato de seu tio Ben Urich, pede ajuda a Gallo para derrubar Fisk e a FTAV. Murdock deduz que Vanessa contratou Dex para matar Foggy e a confronta. Quando Fisk começa a dizer a Heather que Murdock é o Demolidor, Dex chega e atira em Fisk. Murdock pula na frente da bala e fica gravemente ferido. |                                                        |                                |                                    |                     |
| 9 | "Straight to Hell" Direto para o Inferno (BR)" (BR)    | Justin Benson e Aaron Moorhead | Heather Bellson e Dario Scardapane | 15 de abril de 2025 |
| Um ano antes, Vanessa pede a Dex que mate Foggy — que está trabalhando em um caso que pode expor suas atividades em Red Hook — em troca de sua liberdade. No presente, Dex escapa do baile e Murdock é hospitalizado. Fisk revela a Vanessa que sabe que ela orquestrou a morte de Foggy. Fisk corta a energia da cidade de Nova York e ordena que Cashman mate Murdock no hospital, mas Murdock escapa para seu apartamento, onde encontra Castle, que foi chamado por Karen para proteger Murdock depois de saber da fuga de Dex. Murdock e Castle incapacitam e matam todos os oficiais da FTAV, exceto North, revelado como o assassino de Ayala. Murdock resiste à ideia de matá-lo. A dupla se reencontra com Karen. A FTAV causa caos na cidade. Murdock e Karen se reconectam enquanto investigam o caso de Foggy, descobrindo que os Fisks estão tentando estabelecer uma cidade-estado em Red Hook. Castle luta contra a FTAV em Red Hook, mas é derrotado; Powell tenta convencê-lo a se juntar a eles, mas Castle o rejeita. A diretora de campanha de Fisk, Sheila Rivera, expõe a tentativa de Gallo de acabar com Fisk, levando Fisk a matá-lo brutalmente. Fisk oferece a Heather o cargo de Comissária de Saúde Mental, que ela aceita. Em um discurso, Fisk declara lei marcial e proíbe o vigilantismo. Murdock reúne Cherry, Kim e outros policiais para salvar a cidade. Fisk aprisiona vigilantes em Red Hook, incluindo Duquesne e Castle. Em uma cena no meio dos créditos, Castle engana um guarda da prisão e começa a se libertar. |                                                        |                                |                                    |                     |

## Elenco e personagens

### Principal
- Charlie Cox como Matt Murdock / Demolidor:
Um advogado cego com sentidos sobre-humanos de Hell's Kitchen, Nova York, que leva uma vida dupla como vigilante mascarado.[2] No início da série, Murdock se concentra em ser advogado devido aos danos colaterais decorrentes de ser um vigilante e às preocupações sobre a eficácia dessa abordagem.[3] Eli D. Goss interpreta o jovem Murdock.
- Vincent D'Onofrio como Wilson Fisk / Rei do Crime:
Um poderoso empresário e senhor do crime,[2] que se torna o prefeito da cidade de Nova York.[4][5] D'Onofrio afirmou que o tom de seu personagem usado em Echo (2024) continuaria em Born Again, que ele acreditava ser a melhor maneira de retratar o personagem.[6] A temporada mostra Fisk "flexionando sua escuridão e seu poder" para "basicamente iluminar uma cidade, e então, eventualmente, um país, e então, eventualmente, um mundo".[7][3]
- Margarita Levieva como Heather Glenn:
Uma psicóloga e interesse amoroso de Murdock.[8][9] Ela e Murdock têm opiniões diferentes sobre o vigilantismo, o que Cox disse “leva a algumas conversas comoventes” entre o casal.[3]
- Deborah Ann Woll como Karen Page:
Ex-repórter, amiga e sócia de Murdock no escritório de advocacia Nelson, Murdock & Page.[10] Como já se passaram anos desde a última vez que ela interpretou a personagem na série da Netflix, Woll estava preocupada com o fato de sua atuação parecer uma impressão de si mesma. No entanto, ela achou seu retorno natural devido ao relacionamento que tem com Cox e Elden Henson.[7]
- Elden Henson como Franklin "Foggy" Nelson: O melhor amigo e parceiro jurídico de Murdock.[10] Cox descreveu Foggy como "o coração" do Universo Cinematográfico Marvel (MCU).[5]
- Wilson Bethel como Benjamin "Dex" Poindexter:
Um ex-agente psicopata do FBI que é capaz de usar quase qualquer objeto como projétil letal. Anteriormente, ele se disfarçou de Demolidor para Fisk, antes de Fisk quebrar sua coluna.[11][12]
- Zabryna Guevara como Sheila Rivera: Diretora de campanha de Fisk para prefeito.[13]
- Nikki M. James como Kirsten McDuffie: Uma ex-assistente procuradora distrital de Nova York, e a nova sócia de Murdock no escritório de advocacia Murdock & McDuffie.[5][14][15]
- Genneya Walton como BB Urich: Uma jovem jornalista do The BB Report e sobrinha de Ben Urich, que foi morto por Fisk em Daredevil.[4]
- Arty Froushan como Buck Cashman: O braço direito e faz tudo de Fisk.[13][15]
- Clark Johnson como Cherry:
Um policial aposentado de Nova York que trabalha com Murdock como investigador.[14] Johnson modelou Cherry a partir do personagem Buddy "Cloudy" Russo, de Roy Scheider, no filme The French Connection (1971).[9]
- Michael Gandolfini como Daniel Blake: Protegido de Fisk e membro de sua campanha para prefeito.[3][13]
- Ayelet Zurer como Vanessa Marianna-Fisk:
Esposa de Wilson que assumiu seu império criminoso enquanto ele estava fora.[16][14] Vanessa luta em perder o controle daquilo que fez sucesso e anseia pela versão "pior" de Wilson, em vez da versão que está tentando fazer o bem como prefeito. O diretor Jeffrey Nachmanoff descreveu o relacionamento deles como uma história de amor "distorcida".[9][17] Sandrine Holt foi originalmente escalada para o papel na série antes de Zurer, que interpretou Vanessa em Daredevil, ser trazida de volta após a reformulação criativa de Born Again.[18][19]
- Kamar de los Reyes como Hector Ayala / Tigre Branco:
Um vigilante cujos poderes aprimorados vêm de um amuleto místico.[20][21] A produtora executiva Sana Amanat disse que Hector se torna "um reflexo realmente importante" da "jornada pessoal" de Murdock na temporada.[21]
- Jon Bernthal como Frank Castle / Justiceiro:
Um vigilante que visa combater o submundo do crime por todos os meios necessários, não importa o quão letais sejam os resultados,[22][23] após o assassinato brutal de sua família.[9] Murdock pede a Frank para ajudá-lo com algo que ele não está disposto a fazer,[7] e Frank se torna "o diabo no ombro [de Murdock]", empurrando-o para se tornar o Demolidor novamente. Bernthal disse que a temporada foi um "mergulho lento", reintroduzindo Frank após Daredevil e sua série derivada The Punisher (2017–2019), para ver se os criativos poderiam "deixar Frank ser o que Frank é". Ele queria que o personagem fosse sombrio, psicologicamente complexo e desafiador para o público, e sentiu que a temporada "abriu a porta para me aproximar do Frank Castle que eu realmente, realmente quero retratar". Bernthal deu créditos ao showrunner Dario Scardapane, que foi roteirista de The Punisher; à equipe de dublês da série; e Nick Koumalatsos, ex-membro dos Marine Raiders, que ajudou Bernthal a se preparar para o papel.[24] Durante o treinamento para a temporada em um campo de tiro, Bernthal cruzou com Thomas Jane, que anteriormente interpretou o personagem no filme The Punisher (2004), da Lionsgate. Os dois puderam discutir o personagem, o que Bernthal apreciou.[25]
- Mohan Kapur como Yusuf Khan: Um gerente assistente de banco no New York Mutual que é de Jersey City e pai da super-heroína Kamala Khan / Ms. Marvel.[26][27]
- Tony Dalton como Jack Duquesne / Espadachim: Um socialite rico que é um vigilante que empunha espadas.[28][29]

### Recorrente
- Patrick Murney como Luca: Um criminoso e um dos líderes das Cinco Famílias.[30]
- Ruibo Qian como Angie Kim: Uma detetive da polícia de Nova York.[31] Qian interpretou Mei na primeira temporada da série Jessica Jones (2015), da Netflix.
- Hamish Allan-Headley como Powell: Um policial corrupto da polícia de Nova York e membro da Força-Tarefa Anti-Vigilante (AVTF) de Fisk.[32]
- Hunter Doohan como Bastian Cooper / Muso: Um serial killer mascarado que faz arte com o sangue de suas vítimas e é paciente de Glenn, por quem é obcecado.[33]
- Michael Gaston como Gallo: Comissário da NYPD.[34] Gaston interpretou Gerald Sharpe na sétima temporada da série Agents of S.H.I.E.L.D. (2020), da Marvel Television.
- Ashley Marie Ortiz como Soledad Ayala: Esposa de Hector.[35]
- Camila Rodriguez como Angela del Toro: sobrinha de Hector Ayala.[36]
- Jeremy Isaiah Earl como Cole North: Um oficial do Departamento de Polícia da Cidade de Nova York e membro da Força-Tarefa Anti-Vigilante.[32]

### Convidados
- Cillian O'Sullivan como Devlin: Um criminoso e um dos líderes das Cinco Famílias.[37]
- Gino Anthony Pesi como Viktor: Um criminoso e um dos líderes das Cinco Famílias.[30]
- Victor Verhaegche como Carlo: Um criminoso e um dos líderes das Cinco Famílias.
- Susan Varon como Josie: A dona do Josie's Bar, reprisando seu papel da série da Netflix.[4]
- John Benjamin Hickey como Hochberg: Um procurador distrital.[34] Hickey interpretou anteriormente Peter Lyonne na terceira temporada de Jessica Jones (2019).
- Andrew Polk como Fitzgerald "Jerry" Cooper: Um juíz de Nova York.[38] Polk interpretou Morty Bennett na primeira temporada da série The Punisher (2017).
- Nick Jordan como Nicky Torres: Um informante que foi abordado por policiais corruptos da NYPD.[39]
- Johnny M. Wu como Forrest Tam: Um associado de Murdock e Cherry.[40]
- Jefferson Cox como Kel Shanahan: Um policial corrupto da polícia de Nova York que é morto acidentalmente enquanto luta contra Hector.[39]
- Elizabeth A. Davis como Sofija Ozola: Uma promotora de Nova York.[36]
- Charlie Hudson III como Leroy Bradford: Um morador de rua que comete um pequeno crime e é representado por Murdock.[36]
- Lou Taylor Pucci como Adam: Um artista que teve um caso com Vanessa e foi levado cativo por Fisk.[36]
- Annie Hägg como Selene: Uma cúmplice dos assaltantes do banco New York Mutual.
- Jimmy Palumbo como Johnny Santini: Um funcionário do Departamento de Saneamento da Cidade de Nova York.
- Daniel Gerroll como Arthur Sledge: Um socialite e marido de Artemis.
- Katherine LaNasa como Artemis Sledge: Uma socialite e esposa de Arthur.[41]

Além disso, o âncora de notícias Pat Kiernan aparece como ele mesmo, depois de aparecer anteriormente em outras produções do MCU.

## Produção

### Desenvolvimento
Uma reboot da série de televisão da Netflix, Daredevil (2015–2018), foi revelada em desenvolvimento com a Marvel Studios em março de 2022. A série foi confirmada em desenvolvimento para o Disney+ no final de maio, com Matt Corman e Chris Ord contratados como roteiristas principais e produtores executivos. Durante a San Diego Comic-Con 2022, a série foi anunciada como Daredevil: Born Again e revelou ter 18 episódios em sua primeira temporada. Diretores foram contratados para blocos de episódios: Michael Cuesta ingressou em março de 2023 para dirigir os dois primeiros episódios; Jeffrey Nachmanoff se juntou em maio para dirigir o terceiro e quarto episódios; David Boyd dirigiu o quinto e o sexto episódios; e Clark Johnson, que anteriormente foi diretor da série Luke Cage (2016–2018), também se juntou a ele em maio para dirigir mais dois episódios.

No final de setembro de 2023, após seis dos 18 episódios da primeira temporada terem sido filmados, a Marvel Studios decidiu reformular a série com uma nova direção criativa. Corman e Ord foram demitidos como roteiristas principais, assim como os diretores do restante da série. A Marvel planejou manter alguns elementos que foram filmados, adicionar novos elementos serializados e se aproximar do tom da série da Netflix. A equipe criativa também decidiu conectar a nova série à série original de forma mais direta do que havia sido planejado anteriormente. A estrela Charlie Cox disse que era confuso como a série não era uma continuação direta da série da Netflix ou um reboot completo. Brad Winderbaum, chefe de streaming, televisão e animação da Marvel Studios, disse que o estúdio acreditava que poderia "brincar livremente" com a história de Daredevil, mas quando revisaram o que havia sido filmado até aquele momento, perceberam que teriam que abraçar totalmente a série da Netflix ou começar do zero. Dario Scardapane, que trabalhou como roteirista na série spin-off de Daredevil, The Punisher (2017–2019), foi contratado para ser o showrunner de Born Again em outubro de 2023. A dupla de cineastas Justin Benson e Aaron Moorhead, que já trabalhou no Marvel Studios na série Moon Knight (2022) e na segunda temporada de Loki (2023), foi contratada para dirigir episódios restantes da temporada.

Muito do material que filmamos antes da greve é brilhante e ainda está na série e funciona muito bem. Havia apenas alguns fatores complicados em torno do que tínhamos sido incumbidos de fazer e o que estávamos descobrindo que estava ou não funcionando... Agradecemos à Marvel que eles olharam para os episódios e puderam reconhecer que ainda poderíamos fazer melhor, e que talvez precisássemos seguir uma direção um pouco diferente… Onde acabamos foi muito bom.

—Charlie Cox respondendo a uma pergunta na Fan Expo Chicago em agosto de 2024 sobre as diferenças na série antes e depois da reformulação criativa.
Três novos episódios foram escritos, incluindo um novo episódio piloto, bem como cenas adicionais para os episódios filmados anteriormente. Cox confirmou em maio de 2024 que nove episódios foram filmados. O presidente da Marvel Studios, Kevin Feige, disse em agosto que esta era a primeira temporada de Born Again, e uma segunda temporada estava planejada; com a reformulação criativa a temporada planejada de 18 episódios foi dividida em duas temporadas, com a segunda temporada tendo oito episódios. Ainda em agosto, Cuesta, Nachmanoff e Boyd foram reconfirmados como diretores creditados da série. Moorhead disse que queria "dar o devido crédito a esses diretores", apesar dele e Benson terem orientado as edições finais dos episódios filmados antes da reformulação. Alguns desses episódios tiveram "alguns reajustes, [novos] enquadramentos e bookends" adicionados, mas alguns foram deixados "100% intactos". Os produtores executivos incluem Feige, Louis D'Esposito,  Brad Winderbaum, Sana Amanat e Gary, junto com Scardapane, Ord, Corman, Benson e Moorhead. A série está sendo lançada pelo selo “Marvel Television”, da Marvel Studios.

### Roteiro
Os roteiristas originais da série incluíram Corman, Ord, Grainne Godfree e Jill Blankenship, Aisha Porter-Christie, David Feige, Devon Kliger, Thomas Wong, Zachary Reiter, e Molly Nussbaum. A abordagem inicial da série foi descrita como um procedimento legal sombrio, mas não tão sangrento quanto a série Netflix, e mais episódica do que outras séries da Marvel Studios com episódios "autônomos". De acordo com Cox, as primeiras discussões para a série eram "reinventar tudo" e retratar Murdock como uma pessoa diferente do que era na série Netflix. Os amigos de Murdock, Foggy Nelson e Karen Page, não foram usados nesta versão da série. Amanat disse que a equipe criativa estava lutando para incorporá-los à história, mas Cox disse que houve discussões para fazer algumas “coisas legais” com eles no futuro.
Após a revisão criativa da série, elementos serializados foram adicionados aos episódios. Scardapane foi acompanhado pelos roteiristas Heather Bellson e Jesse Wigutow, e três novos episódios foram escritos: o piloto e os dois episódios finais da primeira temporada. Corman, Ord, Blankenship, David Feige, Godfree e Wong receberam créditos pelos outros seis episódios, que foram mantidos praticamente intactos. Winderbaum disse que o público-teste respondeu bem a esses episódios e acreditava que isso se devia ao apreço dos fãs pelos personagens. Scardapane concordou que vários elementos da versão original funcionaram bem — incluindo os relacionamentos de Murdock, equilibrando seu tempo como advogado e vigilante e as pressões de um antagonista como o Rei do Crime — mas ele sentiu que havia histórias que precisavam ser adicionadas junto com o contexto da série Netflix. O piloto de Scardapane pretende servir de ponte entre a série Netflix e Born Again. O showrunner sentiu que o final da série da Netflix — que mostra Matt Murdock, Foggy Nelson e Karen Page planejando voltar a trabalhar juntos — serviu como um bom ponto de partida para Born Again e não precisou de muitas explicações para os espectadores que não tinham visto a série original. Cox acrescentou que alguns anos se passaram desde o fim de Daredevil, com Murdock, Foggy e Karen administrando seu escritório de advocacia de mesmo nome e encontrando “um ritmo muito bom” em seu relacionamento. O elenco acrescentou que os eventos da série da Netflix faziam parte da história de seus personagens, e há algumas novas histórias que se baseiam nos eventos do original, mas eles não queriam se debruçar muito sobre eventos passados ou alienar novos espectadores que não assistiram à série da Netflix.
No MCU, a temporada se passa após a série Echo (2024), do Disney+. O primeiro episódio começa no final de 2025, antes de avançar um ano para o final de 2026. A temporada continua até o início de 2027, e mostra as celebrações da véspera de Ano Novo e do Dia de São Patrício. No início da temporada, Murdock não é o Demolidor há um ano depois que uma "linha foi cruzada", quando Benjamin "Dex" Poindexter / Mercenário mata Foggy e Murdock tenta matar Dex em resposta. Scardapane achou essencial que esse momento fosse mostrado na tela no novo episódio piloto, chamando-o de "mais do que um incidente incitante. Isto é um terremoto". Winderbaum disse que a equipe criativa "agonizou" com a decisão de matar Foggy. Eles foram inspirados nos quadrinhos do Demolidor, onde o Mercenário mata Karen Page. Amanat acreditava que matar Foggy, que é a bússola moral de Murdock, era "a única coisa que fazia sentido" ao contar uma história sobre Murdock começando uma nova vida sem ser o Demolidor. Cox sentiu que a morte de Foggy era uma maneira apropriada de começar a série, acreditando que a nova história precisava ser "grande, corajosa e ousada" e "agitar as coisas" em relação à original. Ele sugeriu que Murdock conseguisse ouvir os batimentos cardíacos de Foggy durante a sequência de luta com Dex, o que Scardapane achou uma ideia brilhante e imediatamente adicionou ao roteiro do piloto. Winderbaum disse que a ausência de Foggy "é uma grande ameaça" para o restante da temporada e "é uma grande parte do ápice da temporada".

Ambos os homens carregam um passageiro sombrio. O passageiro sombrio para Matt Murdock é o Demolidor, e para Wilson Fisk, é o Rei do Crime. A falha trágica em seus personagens é que ambos cedem ao lado mais sombrio de sua verdadeira natureza e atraem um ao outro para isso. Tivemos que seguir caminhos paralelos — ambos tentaram ao máximo ser outra coisa: 'Sou Matt Murdock. Sou apenas um advogado — não sou mais o Demolidor'. 'Sou Wilson Fisk, prefeito da cidade de Nova York; Estou fazendo coisas boas para as pessoas'. Queríamos levar essa tensão a um lugar onde eles literalmente não pudessem sustentá-la e as coisas começassem a se desfazer e explodir.

—Showrunner Dario Scardapane sobre os personagens Matt Murdock e Wilson Fisk, e como eles são explorados na primeira temporada.
A temporada mostra Fisk concorrendo à prefeitura de Nova York, após saber da necessidade de um candidato forte na cena pós-créditos de Echo; isso segue um enredo dos quadrinhos do final dos anos 2010 em que Fisk se torna prefeito que terminou com o evento "Devil's Reign" (2021–2022). Winderbaum disse que o relacionamento entre Murdock e Fisk evoluiria da série da Netflix para ser um “jogo de política”, em vez de apenas tentarem matar um ao outro. Scardapane disse que a série era "mão dupla", explorando os dois personagens. Scardapane disse que Fisk consolida o poder na primeira temporada e Murdock é forçado a uma posição reativa enquanto luta com sua identidade e se deve continuar a ser o Demolidor. Os dois personagens chegam a uma "trégua frouxa" para "ficar fora do caminho um do outro", o que os leva a interagir menos do que em Daredevil, mas Cox observou que eles estão em "rota de colisão" pelo resto da temporada, "ultrapassando limites e forçando um ao outro a cruzar limites que não querem cruzar".
Embora Fisk seja o "principal vilão", a série apresenta outros antagonistas que Scardapane disse que estariam "acumulando-se" à medida que a história continua. Isso inclui o serial killer Muso, que fez parte do desenvolvimento original da série. Vincent D'Onofrio, disse que seu personagem precisa integrar as ações de Muso em seu próprio plano. Murdock representa Hector Ayala / Tigre Branco na temporada depois que o personagem é injustamente acusado de assassinar um policial. Desde que foi originalmente escalado para o papel, Cox estava interessado em adaptar o enredo "Trial of the White Tiger" de Daredevil vol. 2 #39–40 (2002–03), dizendo que o enredo era "tão fascinante testemunhar um personagem como Matt Murdock, um advogado e também um super-herói, defender outro super-herói".

### Elenco
Charlie Cox e Vincent D'Onofrio foram confirmados em junho de 2022 para estrelar Born Again, reprisando seus respectivos papéis de Matt Murdock / Demolidor e Wilson Fisk / Rei do Crime, de Daredevil. Suas escalações foram confirmadas um mês depois na San Diego Comic-Con. Cox foi notificado pela Marvel Studios no início de 2022 de que eles estavam procurando apresentar o personagem em outro projeto após suas aparições em No Way Home e em She-Hulk: Attorney at Law (2022), e descobriu que era em Born Again pouco antes da série ser formalmente anunciada na San Diego Comic-Con.
Em dezembro, Michael Gandolfini, Margarita Levieva e Sandrine Holt foram escalados em papéis importantes não revelados. O Deadline Hollywood afirmou que Gandolfini estava potencialmente interpretando "um cara ambicioso de Staten Island" chamado Liam, e que Levieva e Holt estavam interpretando interesses amorosos para Cox e D'Onofrio, respectivamente; Holt foi escalada como Vanessa Fisk, substituindo Ayelet Zurer da série original. Nikki M. James foi escalada em janeiro de 2023. Em março de 2023, foi revelado que Jon Bernthal iria reprisar seu papel de Frank Castle / Justiceiro, da série da Netflix, em Born Again. Membros adicionais do elenco de Daredevil, como Deborah Ann Woll (que interpretou Karen Page) e Elden Henson (Foggy Nelson), não eram esperados para retornar, e não estava claro se esses personagens fariam aparições em Born Again. Henson, no entanto, foi planejado para fazer uma aparição especial no primeiro episódio como uma forma de "terminar a ligação entre [Daredevil e Born Again] e dar um encerramento aos antigos fãs". Bernthal disse que, no fim das contas, "teve que abandonar" a versão inicial da série porque não concordava com a direção que Castle estava tomando e achava que não agradaria aos fãs. Também em março, Michael Gaston e Arty Froushan também faziam parte do elenco, com Froushan em um papel importante, revelado como um associado de Fisk chamado Harry. As fotos do set no mês seguinte indicaram que Harris Yulin fazia parte do elenco. Foi revelado em maio que Clark Johnson foi escalado em um papel recorrente, supostamente chamado Cherry, além de sua contratação como diretor. Em setembro de 2023, um pedido do Escritório de Direitos Autorais dos Estados Unidos para a série revelou que Levieva estava interpretando Heather Glenn, Gandolfini interpretando Daniel Blade, James interpretando Kirsten McDuffie, confirmando Johnson como Cherry, Froushan como Buck Cashman, Genneya Walton como BB Urich, e Zabryna Guevara como Sheila Rivera. Com a morte de Kamar de los Reyes em dezembro de 2023, foi revelado que ele teria um papel significativo na série.
Após a reformulação criativa, Woll e Henson deveriam reprisar seus papéis como Page e Nelson, e Wilson Bethel foi escalado para reprisar seu papel como Benjamin "Dex" Poindexter de Daredevil, supostamente por três episódios. Amanat pressionou para que Bethel retornasse, achando o personagem intrigante e o antagonista mais apropriado da série da Netflix para revisitar. Inicialmente não estava claro se alguem dos novos membros do elenco de Born Again seria mantido, embora Levieva, Gandolfini, e Froushan logo tenham sido reafirmados como parte do elenco através de fotos do set. Em abril de 2024, as fotos do set reafirmaram a inclusão de Bernthal na série, ao mesmo tempo que revelaram que Jeremy Earl havia sido escalado como Cole North. Lou Taylor Pucci também se juntou ao elenco, e fotos do set revelaram que Zurer agora apareceria na série após a reformulação criativa, reprisando seu papel como Vanessa Fisk; ela ficou desapontada com a rescalação inicial e agradavelmente surpresa quando foi convidada a retornar após a reformulação. Em agosto de 2024, de los Reyes foi reafirmado para aparecer na série, interpretando o personagem Hector Ayala / Tigre Branco. Camila Rodriguez interpreta sua sobrinha, Angela del Toro.
Em agosto de 2024, foi revelado que Mohan Kapur reprisaria seu papel como Yusuf Khan da série Ms. Marvel (2022) e do filme The Marvels (2023). Winderbaum disse que trazer um personagem de Ms. Marvel para o mundo mais sério de Born Again foi semelhante a como os quadrinhos com tons diferentes costumam se cruzar. Cox indicou o aparecimento de personagens adicionais do MCU em Born Again para participações especiais que ele descreveu como "divertidos, pequenos momentos de colisão, mas nada importante". Scardapane provocou a inclusão de um personagem surpreendente que naturalmente se encaixa na história por ser ambientada na cidade de Nova York do MCU. Em fevereiro de 2025, foi revelado que Tony Dalton reprisaria seu papel como Jack Duquesne / Espadachim, de Hawkeye, em dois episódios de Born Again.

### Design
Emily Gunshor é a figurinista da série, enquanto Michael Shaw é o designer de produção. O chefe de desenvolvimento visual da Marvel Studios, Ryan Meinerding, mais uma vez projetou o traje do Demolidor para Born Again, depois de fazer também para a série da Netflix. O traje de Born Again é vermelho com detalhes pretos e foi descrito como menos "brilhante" do que o traje da série da Netflix.  Pelo menos cinco capacetes diferentes do Demolidor são apresentados na série, incluindo uma versão todo branco baseado no de Daredevil vol. 8 (2023), o capacete amarelo usado em She-Hulk, e vários capacetes vermelhos. O traje de Dex apresenta anéis pretos ao redor do pescoço e dos ombros como uma homenagem ao emblema "alvo" do personagem nos quadrinhos. O artista de quadrinhos David Mack forneceu a arte para os murais do Muso.

### Filmagem
As filmagens começaram em 6 de março de 2023, em Nova York, sob o título provisório Out the Kitchen. As filmagens ocorreram em Yonkers, fora do gabinete do prefeito da cidade, de 7 a 10 de março. A produção então mudou para a cidade de Nova York no Harlem, Manhattan em 13 e 14 de março, e em Williamsburg, Brooklyn e no Manhattan Municipal Building em 15 de março; Williamsburg foi usado anteriormente como local de filmagem para Daredevil. As filmagens ocorreram no tribunal do condado de Nova York em 17 de março.  Cox descreveu a cidade de Nova York como "a número um na folha de convocação e a grande estrela aqui". Shaw disse que era importante filmar na cidade porque "nas ruas e locações reais da cidade, você captura a energia de Nova York e isso penetra na estrutura da série". A produção queria explorar partes da cidade que nunca haviam sido vistas em filme antes. As filmagens ocorreram no 20 Exchange Place, no Distrito Financeiro, para o episódio do assalto a banco, que foi o mesmo local usado para o banco apresentado no filme Inside Man (2006).

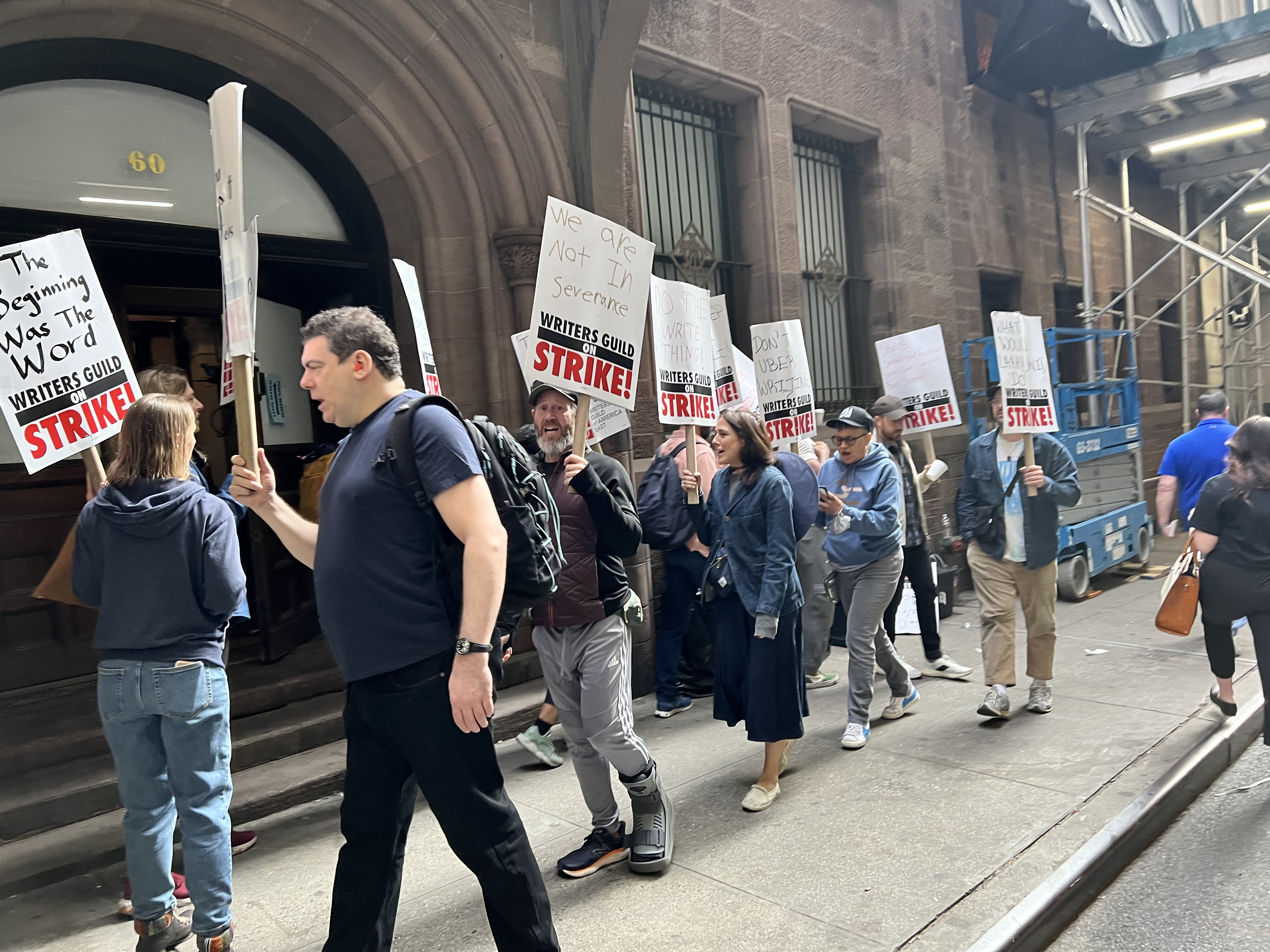
Piqueteros participando da greve dos roteiristas dos Estados Unidos de 2023 em 10 de maio de 2023, no set da série. Este e outros piqueteros contínuos resultaram na suspensão da produção em 14 de junho de 2023.

O trabalho de soundstage ocorreu no Silvercup Studios East no Queens. O departamento de arte da série construiu recriações detalhadas dos quartos da Gracie Mansion, residência oficial do prefeito da cidade de Nova York; Shaw disse que havia algo “um pouco desconfortável” em ver Fisk em quartos que pareciam “a casa da avó de alguém”. Outro cenário era o covil de Muse, que Shaw disse ser "um pouco aumentado" e muito escuro. As filmagens estavam programadas para acontecer em Silvercup East em 8 de maio, quando os piqueteros que participavam da greve dos roteiristas dos Estados Unidos de 2023 fizeram com que a produção fosse encerrada sem que as filmagens ocorressem. As filmagens foram planejadas para continuar no dia seguinte. Por causa da greve, Corman e Ord não puderam estar no set. Depois de mais piquetes em 10 de maio no set da série no Brooklyn, que mais uma vez interrompeu as filmagens, a produção foi interrompida pelo restante da semana. Paralisações adicionais da produção devido a piquetes ocorreram no início e meados de junho em Silvercup East, antes de ser suspensa em 14 de junho até o término da greve. As filmagens deveriam durar oito meses.
Seis episódios foram em grande parte filmados antes do encerramento, com Cuesta dirigindo os dois primeiros episódios da série, com Nachmanoff dirigindo o terceiro e o quarto episódios, e Boyd também dirigindo o quinto e sexto. Pedro Gómez Millán e Hillary Fyfe Spera são os diretores de fotografia. O terceiro episódio foi concebido como um episódio "de um dia na vida", sem saltos temporais entre as cenas. As transições foram projetadas para mostrar cada cena acontecendo logo após a anterior. Nachmanoff comparou isso ao filme Birdman (2014), embora, diferentemente daquele filme, o episódio não tenha a intenção de parecer que foi filmado em uma única tomada. Após a revisão criativa, os diretores do restante da série foram demitidos; Johnson estava planejado para dirigir dois episódios. Benson e Moorhead foram escalados para dirigir os novos episódios, e Philip Silvera foi contratado como coordenador de dublês e diretor de segunda unidade após trabalhar anteriormente na série Netflix; Dave Macomber também foi o coordenador de dublês e diretor de segunda unidade da série.
As filmagens foram retomadas em 22 de janeiro de 2024, com Spera como diretora de fotografia no novo episódio piloto. Silvera concebeu uma cena de luta em plano sequencia para o episódio, que tinha sido uma característica de Daredevil, e que Cox chamou de "desafiador por razões novas e diferentes", em grande parte por causa de elementos de efeitos visuais adicionados. A cena não é uma plano sequencia "verdadeiro", empregando cortes e outros truques de edição semelhantes à sequência do plano sequencia na segunda temporada de Daredevil. Adereços da série da Netflix foram trazidos de volta para uma cena em que os personagens relembram seu passado. Ao filmar Murdock ou personagens relacionados a ele, Benson e Moorhead optaram por usar uma câmera portátil, enquanto Fisk e personagens próximos a ele foram filmados com câmeras travadas e pouco movimento. Para filmar os sentidos aguçados de Murdock, Benson e Moorhead queriam usar principalmente efeitos ópticos analógicos. Um momento no piloto retrata os sentidos de Murdock usando um equipamento com três câmeras que capturavam 180 graus, combinado com um zoom dolly, lentes esféricas — em vez das lentes anamórficas padrão — e uma mudança na proporção da imagem durante a pós-produção. Moorhead disse que queria que o público "sentisse como Matt Murdock, onde você pode ouvir todos os sons do mundo". O uso de zoom e a mudança na proporção da imagem revelam o que Murdock está aprimorando e também lembram os quadros de histórias em quadrinhos. Nachmanoff sentiu que os visuais de Benson e Moorhead para o piloto combinavam com o estilo dos quadros de histórias em quadrinhos vistos no trabalho de Frank Miller.
As fotos do set no final do mês mostraram Cox, Henson e Woll filmando cenas, e revelou o envolvimento de Tigre Branco e Muse, este último por meio de um graffiti no set. Acessórios da série da Netflix foram trazidos de volta para uma cena em que os personagens relembram seus passados. Nachmanoff dirigiu novas cenas com Zurer e D'Onofrio para os dois episódios originais, bem como para seus dois episódios originais. Ele encenou as sessões de terapia dos Fisks como uma peça, esperando ficar fora do caminho das performances e criar uma composição "estática, muito forte e desequilibrada" com o Wilson maior de um lado do sofá e a Vanessa menor do outro. Boyd voltou a refilmar seus episódios, refilmando o que ele acreditava ser cerca de metade dos episódios para ajustá-los à revisão criativa. Para filmar Muso, Spera sugeriu usar uma câmera portátil configurada para ter "vivacidade" nas tomadas, com lentes mais largas e um foco mais raso usado mais perto do ator para "estar presente com ele". Boyd disse que a câmera portátil criava uma sensação inquietante para o espectador quando Muso era vista. No início de abril de 2024, Bernthal e Cox filmaram cenas no Brooklyn, antes da festa de encerramento das filmagens em 5 de abril. Zurer e D'Onofrio filmaram cenas em Nova York logo após a festa de encerramento. Em meados de maio, Cox e D'Onofrio disseram que as filmagens foram concluídas três ou quatro semanas antes e nove episódios foram filmados.

### Pós-produção
Os editores incluem Cedric Nairn-Smith, Melissa Lawson Cheung, e Stephanie Filo. Nairn-Smith trabalhou anteriormente nas séries Moon Knight e Ironheart, enquanto Cheung trabalhou anteriormente em Secret Invasion (2023) e em The Marvels. Após a reformulação criativa, alguns dos episódios filmados anteriormente tiveram "algumas reorganizações, [novos] enquadramentos e suportes" adicionados, e algumas cenas foram movidas para episódios diferentes, mas alguns dos episódios originais foram deixados "100% intactos". Por exemplo, a introdução de Frank no novo quarto episódio foi originalmente filmada por Boyd para um episódio posterior antes que os produtores decidissem movê-la para o início da temporada. Bernthal não estava disponível para refilmar a cena, então Nachmanoff filmou algum material adicional com Cox que foi usado para retrabalhar a cena para sua nova posição. Nachmanoff acreditava que o quinto episódio, o do assalto ao banco, foi o único que se manteve totalmente intacto. Ele elogiou os editores por fazerem a temporada parecer "perfeita" ao combinar diferentes materiais que foram filmados antes e depois da reformulação criativa. O segundo episódio começa com uma dedicatória a de los Reyes. O quarto episódio concluído, que originalmente era para ser o terceiro, não tem mais o estilo "um dia na vida" com o qual foi inicialmente concebido, mas mantém algumas das transições únicas entre as cenas.
Gong Myung Lee é o supervisor de efeitos visuais da série, com efeitos visuais fornecidos pela Rise FX, FOLKS, Phosphene, Powerhouse VFX, Ghost VFX, Soho VFX, Cantina Creative, Anibrain, Base FX, SDFX e The Third Floor, Inc.

## Trilha sonora
Em julho de 2024, foi revelado que os Newton Brothers estavam compondo músicas para a série. O tema da série, que incorpora o tema de Daredevil, de John Paesano e Braden Kimball, foi lançado como single digital pela Hollywood Records e Marvel Music em 4 de março de 2025. A trilha sonora da temporada será lançada digitalmente pela Hollywood Records e pela Marvel Music em dois volumes: a música dos quatro primeiros episódios foi lançada em 28 de março de 2025, com um segundo volume previsto para ser lançado no final de abril.
| Daredevil: Born Again (Episodes 1–4) [Original Soundtrack] |                                             |         |  |
| N.º                                                        | Título                                      | Duração |  |
| 1.                                                         | "Marvel's Daredevil: Born Again Main Theme" | 1:50    |  |
| 2.                                                         | "Brick & Blood"                             | 2:05    |  |
| 3.                                                         | "Bullseye"                                  | 1:30    |  |
| 4.                                                         | "No Holds Barred"                           | 1:47    |  |
| 5.                                                         | "Remorse"                                   | 1:54    |  |
| 6.                                                         | "Fisk"                                      | 1:28    |  |
| 7.                                                         | "Where There's Smoke"                       | 1:07    |  |
| 8.                                                         | "No Room for Redemption"                    | 3:20    |  |
| 9.                                                         | "I Love NY"                                 | 4:38    |  |
| 10.                                                        | "The Hollow Crown"                          | 1:49    |  |
| 11.                                                        | "Shadows We Fear"                           | 0:36    |  |
| 12.                                                        | "City Cadence"                              | 2:08    |  |
| 13.                                                        | "How I Feel"                                | 1:13    |  |
| 14.                                                        | "Singing Frog"                              | 0:52    |  |
| 15.                                                        | "Bloody Knuckles"                           | 1:21    |  |
| 16.                                                        | "Passing Information"                       | 1:51    |  |
| 17.                                                        | "Closing Statement"                         | 2:45    |  |
| 18.                                                        | "Sentencing"                                | 1:33    |  |
| 19.                                                        | "Trying to Live"                            | 1:21    |  |
| 20.                                                        | "A Broken Castle"                           | 2:34    |  |
| Duração total:                                             | Duração total:                              | 33:42   |  |

## Marketing
Cox e D'Onofrio promoveram a série na apresentação inicial da Disney em maio de 2024, onde o mês de lançamento foi anunciado e o primeiro trailer foi exibido. A dupla promoveu novamente a série e mostrou um trailer naquele mês de agosto, na convenção D23 da Disney, com Feige, Bernthal, Woll e Henson. Os redatores do Deadline Hollywood e TheWrap sentiram que o trailer da D23 era mais cinematográfico do que a série da Netflix e mais maduro do que a maioria das séries do Disney+. Eles também compararam um confronto entre Murdock e Fisk no trailer com o filme policial Heat (1995). Após vazamentos online dos vídeos da D23, a Marvel lançou um "olhar oficial" do Demolidor em seu traje vermelho em seu vídeo comemorando o 85º aniversário da empresa. Em outubro de 2024, a Marvel Comics anunciou uma nova linha de publicação intitulada Marvel Premier Collection, que consiste em novas edições em brochura de tiragens populares de quadrinhos que são consideradas bons pontos de partida para novos leitores. Uma reimpressão da história em quadrinhos "Born Again" foi lançada em fevereiro de 2025, com um novo prefácio de Miller e um posfácio de Cox.
Um trailer foi lançado em 15 de janeiro de 2025. Foi originalmente planejado para ser lançado no início daquele mês, mas foi adiado por causa dos incêndios florestais na Califórnia em janeiro de 2025. Os comentários do trailer focaram no retorno dos personagens da série da Netflix e em sua ação brutal e violenta. Andy Behbakht, da Screen Rant, disse que as sequências de ação sombrias e violentas reprimiram algumas preocupações de que a série não reteria esses elementos da série da Netflix. Ele também destacou a revelação de que Murdock não é mais um vigilante no início da nova série.

## Lançamento
A primeira temporada de Daredevil: Born Again estreou no Disney+ em 4 de março de 2025, com seus dois primeiros episódios. Será composta por nove episódios. Foi originalmente programada para estrear no início de 2024, mas foi removida da programação de lançamentos da Marvel Studios em setembro de 2023 porque as filmagens foram suspensas pelas disputas trabalhistas de 2023 em Hollywood. No mês seguinte, um pedido do primeiro episódio indicou um lançamento aproximado em janeiro de 2025. A estreia em março de 2025 foi anunciada em maio de 2024. Um evento de estreia no tapete vermelho foi realizado em 24 de fevereiro de 2025, no Hudson Theatre, em Nova York, onde os dois primeiros episódios foram exibidos. A temporada está definida para fazer parte Fase Cinco do MCU, e está sendo lançada pelo selo "Marvel Television", da Marvel Studios.

## Recepção

### Audiência
A estreia de dois episódios recebeu 7,5 milhões de visualizações no Disney+ nos primeiros cinco dias, de acordo com a Disney; a empresa define uma visualização como o tempo total de transmissão dividido pelo tempo de execução. Esta foi a maior estreia no Disney+ em 2025 até então, e foi comparada à estreia de dois episódios da série Agatha All Along (2024), que teve 9,3 milhões de visualizações em seus primeiros sete dias de transmissão. A Luminate, que coleta dados de audiência de certas TVs inteligentes nos EUA, anunciou que Born Again registrou 136 milhões de minutos de tempo de exibição em seu primeiro dia.
A Whip Media, que monitora dados de audiência de mais de 25 milhões de usuários do aplicativo TV Time em todo o mundo, disse que garantiu um lugar entre as três séries originais mais transmitidas nos EUA na semana que terminou de 9 a 23 de março. O agregador de streaming Reelgood, que rastreia dados em tempo real de 20 milhões de usuários dos EUA para conteúdo original e adquirido em serviços SVOD e AVOD, relatou que Born Again foi um dos dez programas mais transmitidos nos EUA de 5 a 19 de março. O JustWatch, um guia de streaming de conteúdo com acesso a dados de mais de 45 milhões de usuários ao redor do mundo, declarou que estava entre as dez séries mais transmitidas nos EUA de 3 a 30 de março. Born Again também foi um dos dez programas mais transmitidos no Canadá de 3 a 9 de março, de acordo com o JustWatch.
A Screen Engine/ASI, que rastreia as dez opções de entretenimento mais mencionadas por meio de uma pesquisa com mais de 1.000 consumidores, relatou que Daredevil: Born Again foi o quarto título mais mencionado de 1 a 7 de março, com 1,9% de todas as menções. De acordo com a empresa de pesquisa de mercado Parrot Analytics, que analisa o envolvimento do consumidor em pesquisas de consumo, streaming, downloads e mídias sociais, o filme teve alta demanda no Canadá após sua estreia no Disney+ no início de março. A série teve 44,4 vezes mais procura do que a média de séries de TV no Canadá durante a semana de 3 a 9 de março. Essa performance o colocou em segundo lugar na parada de originais digitais, atrás de Invincible, do Prime Video. A demanda por Daredevil: Born Again também foi maior do que a da série original Daredevil, que ficou em 5º lugar com uma média de demanda de 35,3. A Screen Engine/ASI anunciou mais tarde que a série foi o sexto título mais mencionado de 8 a 14 de março, com 1,7% de todas as menções.

### Crítica
O site agregador de resenhas, Rotten Tomatoes, relatou um índice de aprovação de 87% com uma classificação média de 7,65/10, com base em 152 avaliações. O consenso dos críticos do site diz: "Ressuscitando o Demolidor de Charlie Cox com suas virtudes intactas — ou seja, Vincent D'Onofrio como seu adversário aterrorizante — Born Again é uma saga policial ambiciosa e, às vezes, desajeitada, que marca uma mudança de tom madura para o MCU". O Metacritic, que usa uma média ponderada, atribuiu uma pontuação de 69 em 100 com base em 30 críticos, indicando avaliações "geralmente favoráveis". Os críticos, em geral, consideraram que a temporada superou as expectativas e destacaram a narrativa e as performances baseadas nos personagens, principalmente as de Cox e D'Onofrio. Alguns não tinham certeza se era melhor ou pior do que a série Daredevil, que recebeu críticas mais positivas de acordo com o Rotten Tomatoes.
Aramide Tinubu, da Variety, chamou a temporada de "uma continuação brilhantemente detalhada" de Daredevil e "maravilhosamente complexa" que "destruiu com uma marreta seu antigo mundo da Netflix, permitindo que o personagem titular e aqueles que o cercam se transformassem sob o peso e a dor do tempo". Tinubu gostou da exploração da temporada sobre a rapidez com que a corrupção se espalha dentro das instituições políticas e concluiu que a temporada foi "um exemplo de tirar o fôlego do que significa revisitar um herói conhecido e, ao mesmo tempo, oferecer a ele novos motivos para lutar por justiça". Amon Warmann, escrevendo para a Empire, sentiu que Born Again "mantém muito do que era ótimo naquela temporada da Netflix [...] e adiciona elementos novos o suficiente para manter as coisas interessantes". Ele elogiou Cox e D'Onofrio, chamando-os de "duas das melhores decisões de elenco da história da Marvel", e gostou das cenas de tribunal de Murdock, assim como do enredo dos problemas conjugais de Fisk, notando que foi algo inesperado para uma série como Born Again. O foco da temporada nas pessoas de Nova York também foi um destaque, assim como as sequências de ação e as técnicas de áudio e vídeo usadas para retratar os sentidos aguçados de Murdock, que foram "incrivelmente eficazes". Warmann deu à temporada 4 de 5 estrelas.
Angie Han, do The Hollywood Reporter, disse: "A adesão à fórmula que torna Born Again tão satisfatório no seu melhor é também o que, no final das contas, faz com que pareça preso no âmbar". Ela elogiou as atuações de Cox e D'Onofrio e gostou de alguns dos novos atores do elenco, que tiveram "impressões fortes logo de cara", mas acabaram se tornando "menos desenvolvidos" conforme a temporada avançava, e também gostou da inclusão de personagens do MCU, cujas aparições serviram como um "lembrete de quão expansivo esse universo cinematográfico pode ser, não de quão opressivamente interconectado ele se tornou". Han acreditava que as sequências de ação careciam de "novidade", mas ofereciam uma sensação de nostalgia, e algumas histórias, como os segmentos do The BB Report e a corrupção, "[pareciam] mais como afetações autoconscientes destinadas a dar a Born Again um brilho adulto e corajoso, em vez de tentativas sérias de se envolver com temas maiores", levando, em última análise, a poucas surpresas e oportunidades perdidas na temporada. Analisando a temporada para o RogerEbert.com, Cristina Escobar gostou da temporada como um drama de tribunal e sua "camada de complexidade moral" elevou a temporada. Ela também gostou do uso de vários vilões além de Fisk, pois isso criou uma temporada "menos previsível", tornando "difícil adivinhar para onde um enredo individual [estava] indo". Escobar teve problemas com o ritmo da temporada, notando que levou "muito tempo para chegar à premissa central" e ficou decepcionado com o roteiro de Glenn como o interesse amoroso de Murdock, o que a fez parecer "uma chata facilmente manipulada em vez de uma atriz inteligente por si só". Ela concluiu que o "verdadeiro fascínio" da temporada era seu "chamado às armas contra a tirania", funcionando como "um interrogatório imperfeito do nosso momento atual".
Em sua análise de 2,5 de 5 estrelas para a Total Film, Bradley Russell sentiu que a temporada foi "uma grande decepção", já que faltou o "elenco de apoio caloroso e a ação de partir os ossos" de Daredevil. Ele gostou das performances de Cox, D'Onofrio, Bernthal e da preparação para a segunda temporada. No entanto, falando sobre a reformulação criativa da temporada, Russell acredita que as adições de Scardapane não foram suficientes para afastar a temporada de seu plano original de começar do zero a partir da série da Netflix, chamando a temporada de "um projeto visivelmente Frankensteined [... com] uma colcha de retalhos estranha de reparos ocasionalmente bons grampeados sobre uma série muito ruim", apontando para a falta de Nelson e Page na temporada, como foi originalmente pretendido. Russell também ficou decepcionado com o uso de Muso como vilão e com a "interrupção constante" dos segmentos do The BB Report usando exposição para dizer aos espectadores como eles deveriam se sentir. Em uma análise mais crítica, Alan Sepinwall, da Rolling Stone, chamou a temporada de "um monstro Frankenstein [...] com várias partes costuradas de maneira desajeitada". Ele sentiu que a temporada estava "oscilando entre visões criativas conflitantes, com Scardapane tendo que trabalhar em torno das ideias da história e dos novos personagens que ele herdou de seus antecessores". Sepinwall não gostou das histórias de drama jurídico, pois várias partes do caso foram "aceleradas" e acreditava que os novos personagens McDuffie, Glenn e Cherry eram "terrivelmente fracos", embora Blake fosse "uma das adições mais eficazes ao elenco". Elogios foram dados às performances de Cox, D'Onofrio e Bernthal, assim como à candidatura de Fisk para prefeito e ao ponto médio da temporada, quando Murdock ajuda a impedir um assalto a banco. Esse episódio foi "ágil e divertido" e uma "hora independente que muitas dessas séries da Marvel — tanto na era da Netflix quanto na da Disney+ — precisavam desesperadamente fazer, mas raramente tentaram".
Bob Strauss, do TheWrap, destacou a natureza política da temporada, apontando os "paralelos infinitos" com os primeiros 100 dias da segunda presidência de Donald Trump, que foram "tão perturbadores quanto qualquer execução à queima-roupa ou esmagamento de crânio em tempo real"; chamou Fisk de "um grande análogo de Donald Trump"; acreditava que os segmentos do The BB Report estavam "ecoando atitudes familiares do MAGA, bem como atitudes mais ponderadas, mas não necessariamente precisas"; observou os paralelos entre Vanessa Fisk raramente aparecendo com Wilson em público e Melania Trump; e sentiu que Blake tinha "a ingenuidade, o entusiasmo e o carreirismo que podemos associar aos jovens republicanos". Sepinwall também estava ciente dos "ecos" no clima político que a temporada trouxe.